# Berdashen
Berdashen (in armeno Բերդաշեն?, in azero Qarakənd) è una comunità rurale del distretto di Xocavənd, in Azerbaigian, fino al 2024 appartenente alla regione di Martuni nella repubblica dell'Artsakh (fino al 2017 denominata repubblica del Nagorno Karabakh).
Nel 2005 contava quasi millecinquecento abitanti e dopo il capoluogo regionale è una delle più popolate. Sorge nella parte orientale della regione dell'Artsakh, non lontano dalla fortezza di Aghjkaberd e prossima alla strada che collega Martuni ad Ağdam.
Berdashen in lingua armena significa città delle fortezze, mentre Qarakənd in turco caucasico si traduce con villaggio nero. Sui cieli di Berdashen nel 1991 è avvenuto l'abbattimento del Mil Mi-8 azero.